# 未決勾留
未決勾留（みけつこうりゅう）とは、日本の刑事手続において、犯罪容疑で逮捕されて判決が確定するまで刑事施設に勾留されている状態のことである。
「未決拘留」と書かれることもあるが、これは誤記である。

## 概要
裁判所は、判決で刑の言渡しをする場合、裁量により、未決勾留日数の全部又は一部を刑期に算入することができる（刑法21条）。同条で算入することができる未決勾留日数は、勾留の初日から、判決言渡しの日の前日までの日数であり、保釈等により釈放された場合は釈放当日までの現実に拘禁された日数であるが、実務上、未決勾留日数のうち、審理に通常必要と考えられる期間を超える分を懲役刑等に算入することが多い。
未決勾留日数の一部を刑に算入するときは、判決主文で「被告人を懲役○年に処する。未決勾留日数中○○日をその刑に算入する。」などと言い渡す。
未決勾留日数を金額換算して罰金刑に算入することもできるが、実例は少ない。被告人に罰金を支払う資力がなさそうな場合に、通常なら略式命令で処理するところを正式裁判にした上で、未決勾留算入によって罰金の全部又は一部を支払ったことにする手段として使われることがある。例えば「被告人を罰金10万円に処する。未決勾留日数のうち、その1日を金5,000円に換算してその罰金額に満つるまでの分をその刑に算入する。」と言い渡す。
なお、実刑判決でも自由刑の期間が短い一方で長期に渡って勾留されたために未決勾留日数が長く算入された場合は、刑が確定した後に服役しなくても済む場合もある。
無期刑の言渡しをする場合でも、未決勾留日数の一部または全部を刑に算入することができるとされており、実際にも、多くの裁判例において未決勾留日数が無期刑に算入されているが、無期刑は満期が存在しない終生の刑であるため、事柄の性質上、仮釈放が可能になる最低年数からは引かれず、未決勾留日数の算入は、恩赦などで有期刑に減刑された場合にしか意味を持たないものと解されている。
最高裁判例によれば、勾留事実に係る罪を含む併合罪関係にある数罪について二つ以上の主刑を含む主文が言い渡された場合、勾留されていない事実に由来する主刑に未決勾留日数を算入することも認められる。例えば、A罪によって未決勾留された被告人が、勾留されなかったB罪とともに併合罪として処断され、A罪による懲役刑とB罪による罰金刑を併科された場合、未決勾留日数を金額換算して罰金刑に算入しても差し支えない。

## 裁判例
- 最高裁判所『強盗致傷・窃盗事件（金子堅太郎）』《最高裁判所裁判集 刑事 165》最高裁判所、1967年。 - 刑期中の勾留日数が未決勾留期間として認められなかった例